# 關捷先
關捷先（1604年—？），字寧後，號蓬石，廣東廣州府南海縣人，明朝、南明政治人物。

## 生平
天啟元年（1621年）辛酉科廣東鄉試第二十二名舉人，崇禎七年（1634年）甲戌科三甲第一百三十九名進士。戶部觀政，授上饒縣知縣，九年（1636年）任江西鄉試同考官，十年（1637年）丁憂，十三年（1640年）起為廬陵縣知縣。
隆武二年（1646年）九月清軍攻克福京天興府，十月兩廣總督丁魁楚、湖廣總督何騰蛟擁立桂王朱由榔監國，十一月蘇觀生、何吾騶、顧元鏡、王應華、曾道唯、關捷先在廣州府以兄終弟及為名，擁立隆武帝之弟唐王朱聿𨮁即位（紹武帝），關捷先任吏部尚書兼東閣大學士，十二月清軍南下攻克廣州府，紹武帝、蘇觀生自縊，關捷先投降後歸里。永曆二年（1648年）四月李成棟在廣州府發動兵變，歸附南明永曆（朱由榔）政權，關捷先任廣西布政使，永曆四年（1650年）十一月清軍攻克桂林府，關捷先降清。

## 家族
曾祖關文燦；祖父關世隆；父關夢旦。